# …And Here I Die… Satisfied
…And Here I Die… Satisfied är en EP av det gotländska death metal-bandet Grave som gavs ut av Century Media 1994. Spåret "Black Dawn" är en låt från bandets tid under namnet Corpse. I ett tidigt skede vara avsikten att endast ge ut en trespårs-MCD, de tre första på EP:n, i samband med en turné under 1993 men senare beslöt Century Media att ge ut den som en EP med sex låtar. 
Albumet återutgavs tillsammans med albumet You'll Never See... av Century Media 2001.

## Låtlista
1. "And Here I Die" – 4:09
2. "I Need You" – 4:31
3. "Black Dawn" – 3:27
4. "Tremendous Pain" – 3:27
5. "Day of Mourning" – 3:32
6. "Inhuman" – 3:39

## Banduppsättning
- Jörgen Sandström - gitarr, sång, bas
- Ola Lindgren - gitarr, bakgrundssång
- Jens "Jensa" Paulsson - trummor